# Jarosław Klimaszewski

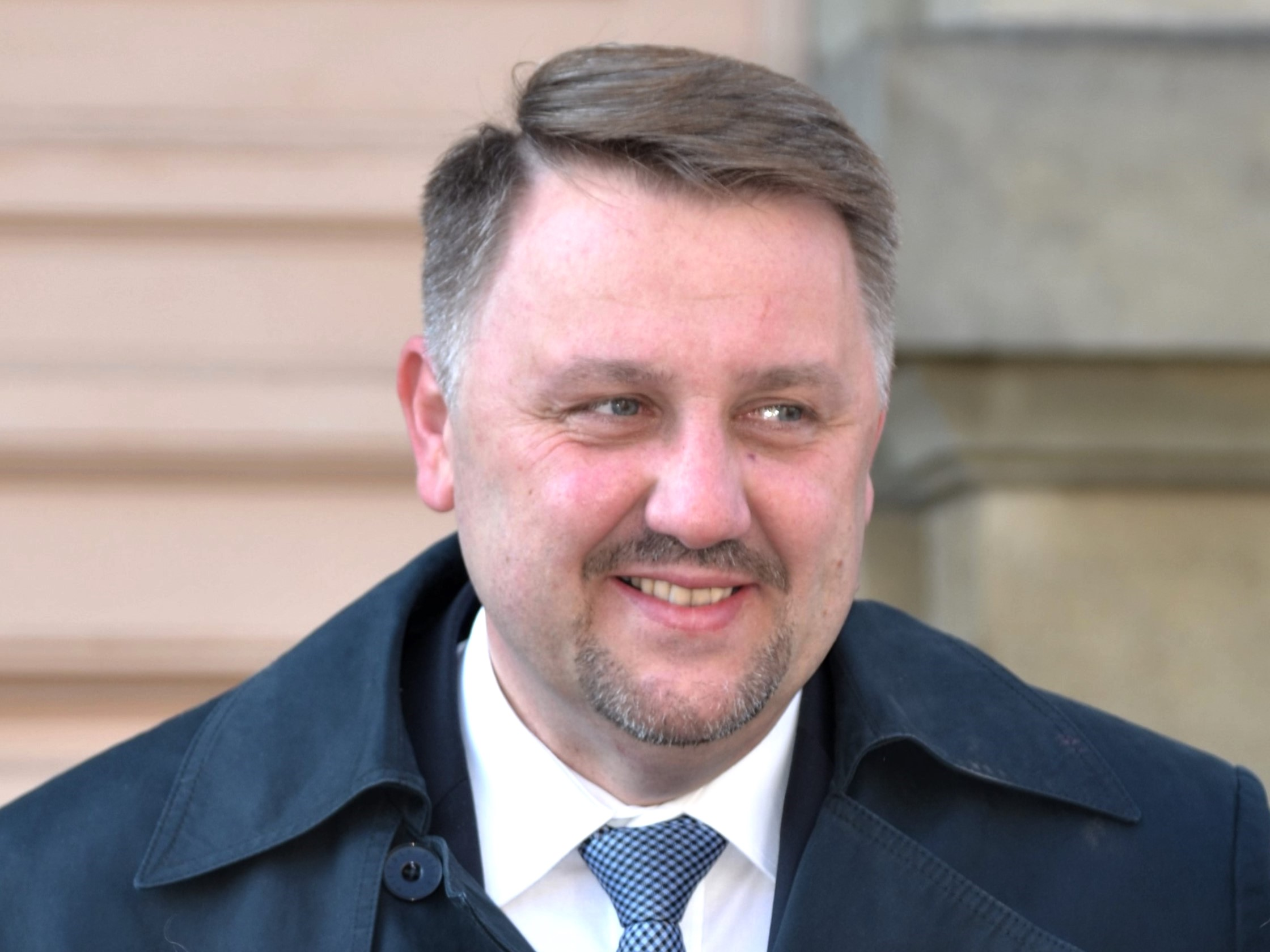
Jarosław Klimaszewski (2018)

Jarosław Jan Klimaszewski (* 25. März 1970 in Bielsko-Biała) ist ein polnischer Politiker (PO) und seit 2018 Stadtpräsident von Bielsko-Biała.

## Leben und Beruf
Nach dem Schulabschluss in Bielsko-Biała studierte Klimaszewski Psychologie der Schlesischen Universität Katowice und Wirtschaftswissenschaften an der Oberschlesischen Handelshochschule ebenda. Anschließend erwarb er einen Master of Business Administration an der Akademia WSB in Dąbrowa Górnicza. Er arbeitete in der Privatwirtschaft und wurde 2008 Vorstandsvorsitzender der Aktiengesellschaft Bezalin. Diese Tätigkeit übte er bis zu seiner Wahl zum Stadtpräsidenten aus. Zudem wurde er 2017 Präsident des Schlesischen Tourismusverbandes und übte diverse weitere Ehrenämter aus.
Klimaszewski ist verheiratet und Vater dreier Kinder.

## Politik
Klimaszewski ist Mitglied der Platforma Obywatelska und Vorsitzender des Stadtverbandes in Bielsko-Biała sowie Vorstandsmitglied der regionalen Gliederung. Von 2006 bis 2018 gehörte er dem Stadtrat an. Dabei war er von 2008 bis 2010 und von 2014 bis 2018 Vorsitzender des Stadtrates und in der Zwischenzeit stellvertretender Vorsitzender.
Bei den Selbstverwaltungswahlen 2018 kandidierte er für das Wahlbündnis Koalicja Obywatelska für das Amt des Stadtpräsidenten. Dabei unterstützte ihn der scheidende Amtsinhaber Jacek Krywult. In der ersten Runde erreichte er 38,9 % der Stimmen. In der daraufhin nötigen Stichwahl setzte sich Klimaszewski mit 55,0 % der Stimmen gegen Przemysław Drabek (PiS) durch und wurde neuer Stadtpräsident. Bei der Wiederwahl im Rahmen der Selbstverwaltungswahlen 2024 erreichte er im ersten Wahlgang 45,9 % der Stimmen und wurde sodann in der Stichwahl gegen Konrad Łoś (PiS) mit 63,9 % der Stimmen gegen Łoś als Stadtpräsident wiedergewählt.